# 2024年日本賽馬
2024年日本賽馬（日語：2024年の日本競馬），是2023年（令和6年）日本賽馬界發生的重大事件及各項賽事的記錄。

## 重大事件概述

### 中央競馬

#### 2024年能登半島地震影響
2024年1月1日下午4時10分石川縣能登半島發生黎克特制7.6級的地震，雖然對中央競馬設施未有太大影響，但日本中央競馬會仍然做出相關措施應對。
1月6日，原定於京都競馬場內舉行的新春開鏡儀式取消，同時設置捐款箱籌款。而中山競馬場及京都競馬場於中場休息時均有默哀儀式，騎師及練馬師均有參與。
1月12日，日本中央競馬會向石川縣捐出3000萬日圓、而日本練馬師會及日本騎師會則各捐出500萬日圓。

#### 騎師不當使用電話
日本中央競馬會於5月31日發表聲名，隸屬美浦訓練中心的騎師水沼元輝於同月24至26日期間於東京競馬場內的休息室使用電話，因而違反《競馬施行規程》第10章第147條第10項被罰停賽。而日本中央競馬會於6月1日進行詳細説明，指出水沼於該期間內使用電話預約餐廳、瀏覽互聯網以及使用社交媒體，同時亦有使用電話外殼模仿電話經已置於指定儲物櫃內的偽裝行為。
在6月24日日本中央競馬會關西例行記者會上，負責裁決事務的委員菊田淳於會上談及此案，表示將會召開裁決會決定相關處罰，預計7月中旬將會日結果。而菊田亦提到上年度發生的同類事件，表示是次事件的處罰將會更加嚴厲。
6月26日，日本中央競馬會召開第一次裁決委員會，給予水沼知自辯的機會，同時宣佈將於第二次裁決委員會後決定罰則。
7月10日，日本中央競馬會宣佈判決，判罰水沼由5月31日起停賽9月月，直至2025年2月28日，日本中央競馬會有記錄以來最嚴重的停賽處分。同時，水沼及其所屬馬房之練馬師加藤和宏亦舉行記者會，向公眾就此事件致歉。
然而，於下半年之中，騎師於賽事期間不當使用電話及通信設備的事件亦不斷被曝光。
10月7日，日本中央競馬會發表聲名，宣佈對均屬美浦訓練中心的騎師永野猛藏及小林勝太作出停賽的處罰。據調查指出，永野於同月5至6日期間在東京競馬場休息室內持有並使用電話，而後續調查亦發現小林於9月27日在美浦訓練中心休息室內持有並使用電話，因而對兩人作出處罰。
10月9日日本中央競馬會召開記者會，兩人均持有兩部電話，一部用以置於指定儲物櫃中通過檢查，另一部則於休息室內使用。事件被揭發的源頭在於負責休息室事務的職員數次聽到永野於休息室內有電話通話的聲音，因而日本中央競馬會於10月6日東京競馬場所有賽事結束後立即對永野進行搜查，於其身上發現一部電話。同時，調查永野的對話記錄後，日本中央競馬會發現其曾多次於賽事舉行期間使用即時通信軟件LINE向小林發送訊息及通話，因而得悉小林亦有不當使用電話的事宜。
11月13日，於第一次裁決委員會結束後，永野隨即發表退役聲明，向日本中央競馬會交還牌照。
11月28日，日本中央競馬會舉行第二次裁決委員會，決定考慮嚴重性後，對小林處以10月8日起停賽1年，直至2015年10月7日。據日本中央競馬會裁決部主任松窪隆一的報告指出，當小林被要求交出當初使用的電話時，其以「經已賣出電話」、「不記得電話號碼」等理由拒絕上交，但後續調查中小林未能交出售賣證據，更主動承認其仍然持有此電話。同時，調查報告亦指出小林幾乎每星期進入管控區域後，均有使用電話與外界聯絡，持續時間約為7個月左右。因此，松窪表示考慮事件持續時間、虛假陳述及消滅證據等方面後，日本中央競馬會不得以作出如此嚴重的罰則。
而日本中央競馬會亦於調查永野及小林的案件期間，發現隸屬美浦訓練中心騎師橫山琉人及佐佐木大輔於事發時亦在現場但未有阻止對方，因而對2人均作出停賽30日的處罰。
而於以上事件發酵途中，綜合型週刊雜誌《週刊文春》刊載有關美浦訓練中心騎師藤田菜七子多次使用電話聯絡外部人士的報導。報導引起日本中央競馬會關注並向藤田詢問，詢問過後發現藤田於2023年4月左右開始於休息室內有數次使用電話的情況。
10月10日，藤田向日本中央競馬會交還牌照，並於10月11日對外宣佈退役的消息。而藤田於見習騎師時期的師父、練馬師根本康廣亦發表聲明，對事件表示惋惜，以下為根本的聲明之翻譯：
對於造成這樣的麻煩，我們深表歉意。菜七子現在的精神狀態並不適合公開發表説話。於昨年5月6名騎師因被發現使用電話而受到處罰時，菜七子亦有向日本中央競馬會表明她以前亦有相似的情形，因而受到口頭警告。而如今週刊雜誌刊登報導，她再度受到了處罰。有些事情我也不太相信。她在事件發生後用鋼筆邊哭着邊書寫退役申請。我知道她大概不會回到這個圈子，但我希望她不要討厭賽馬，不要討厭馬匹。我希望她有朝一日也可以繼續教導孩子有關馬匹的知識。我知道菜七子也不想放棄。我還有2年就從練馬師的位置退休，我一直和她説在那之前要一起努力。我一直都把菜七子當成女兒一樣。我想我都死的一刻，都不會忘記菜七子邊哭着邊書寫退役申請的樣子。
 — 根本康廣
以針對近其不斷發生的事件，日本中央競馬會於10月9日召開記者會，宣佈將會採取措施對應，包括以更嚴厲的監管來防止相關人士於賽事舉行期間使用電子設備。
11月28日，日本中央競馬會於新聞發佈會上宣佈，將會採取以下3項措施以防止類似事件再次發生。
- 一、行李檢查：進入競馬場及訓練中心內的休息前將使用金屬探測器檢查行李。
- 二、電話使用記錄檢查：賽事日早上到達休息時將檢查電話使用記錄。
- 三、房間檢查：對競馬場及訓練中心內的休息室進行突擊檢查。

但於以上措施發表後的12月16日，日本中央競馬會宣佈對栗東訓練中心騎師岩田康誠作出停賽30日的處罰，指出其在由中京競馬場前往京都競馬場的途中使用電話收聽音樂。然而由於此事件對於賽事公平影響不大，因而造成不少反彈，亦有人質疑日本中央競馬會是否矯枉過正。

#### 日本中央競馬會成立70週年紀念事宜
為紀念日本中央競馬會成立70週年，指定競馬場在指定日子將可以免費入場，而指定席亦有7折優惠。
同時，日本中央競馬會亦早於2023年時舉辦投票活動，讓公眾選出24場一級賽最具代表性的冠軍，亦會於該一級賽賽前的一場舉辦以此馬匹為名的賽事，以下為投票結果：
| 賽事名稱                 | 選出馬   |
| ------------------------ | -------- |
| 二月錦標                 | 小林歷奇 |
| 高松宮紀念               | 龍王     |
| 大阪盃                   | 北部玄駒 |
| 櫻花賞                   | 大和赤驥 |
| 皋月賞                   | 大鳴大放 |
| 春季天皇賞               | 米浴     |
| NHK一哩賽                | 夏威夷王 |
| 維多利亞一哩賽           | 伏特加   |
| 優駿牝馬（日本橡樹大賽） | 氣槽     |
| 東京優駿（日本打吡）     | 大震撼   |
| 安田紀念                 | 大樹快車 |
| 寶塚紀念                 | 無聲鈴鹿 |
| 短途馬錦標               | 櫻花進王 |
| 秋華賞                   | 赤鳥之女 |
| 菊花賞                   | 神業     |
| 秋季天皇賞               | 榮進閃耀 |
| 女皇伊利沙伯二世盃       | 旺紫丁   |
| 一哩冠軍賽               | 放聲歡呼 |
| 日本盃                   | 杏目     |
| 日本冠軍盃               | 大洋船   |
| 阪神兩歲牝馬錦標         | 迷人景致 |
| 朝日盃未來錦標           | 戰舞者   |
| 有馬紀念                 | 黃金巨匠 |
| 希望錦標                 | 鐵鳥翱天 |

#### 日本中央競馬會馬房員工春鬥罷工
日本中央競馬會轄下馬伕及訓練助手加盟的四大工會關東勞、關西勞、全馬勞及美駒勞於5月17日和日本中央競馬會及日本練馬師會進行談判，下午2時30分時全部工會表示談判破裂，將會按照計劃於5月25日進行罷工。以於下午5時25間，全馬勞和日本練馬師會達成葉協，退出罷工行列。
5月22日，餘下三個工會再度於東京都內和日本練馬師會談判，最終再度破裂，將會按照原定計劃罷工。
受到罷工通知的影響，出戰東京優駿（日本打吡）的美浦訓練中心所屬賽駒的陣營，計劃於於罷工開始前就將馬匹送往東京競馬場的馬房，其他賽事賽駒的陣營亦陸續採用此做法應對。
而日本中央競馬會則表示由於日本練馬師會的調整策略成功，因而25及26日的賽事日將會如期舉行，但鑑於人手安排的問題，早盤投注將會取消。
5月26日，關西勞達成協議，而關東勞及美駒勞亦於5月29日達成協議。

#### 騎師毆鬥事件
日本中央競馬會於6月28日表示，將對均屬栗東競馬中心的騎師池添謙一及富田曉分別處以停賽4個及2個賽馬日的處罰。據悉於6月24日晚間，池添與一眾騎師於青森縣函館市內一所餐廳用餐時因酒醉對富田採取較為高壓的態度，而後者於憤怒之下隨手將桌面的一步電話至螢幕摔毀，而該電話剛好為池添所有。事件發生後，同席的其他騎師採取行動分開2人，池添先行返回函館競馬場的騎師休息室。然而其後池添仍未平息怒火，於25日凌晨2時40分左右以打電話的方式相約富田前往1樓大堂等待，見面後2人隨即再度爆發言語衝突甚至出手相向，池添則於期間使用暴力使富田的身體受到傷害。

#### 騎師酒駕及破壞物件
日本中央競馬會於8月2日表示，栗東競馬中心騎師松若風馬酒駕並破壞公物。據悉松若在8月2日凌晨3時20分左右駕駛車輛前往栗東訓練中心時，於滋賀縣草津市內不慎撞毀物件。松若即時通報滋賀縣警並接受例行檢查，最終被發現體內酒精含量超標。由於經過詳細調查後確認松若體內的酒精為事發日前所殘留，並非松若故意所為，因而其未有被起訴。但鑑於警示作用，日本中央競馬會決定對其處以停賽半年的處分。

#### 騎師駕駛車輛進入函館競馬場
日本中央競馬會於8月2日表示，栗東訓練中心騎師角田大河於8月1日晚上8時30分駕駛車輛進入函館競馬場草地跑道，車上除角田外亦有1名同行者。
鑑於此事件對競馬場跑道造成破壞，考慮險種程度後日本中央競馬會決定召開裁定委員會決定罰則。
然而事發後相關人士一直未能聯繫角田，加上8月9日時北海道警針對8月2日JR北海道千歲線上野幌站人身事故的DNA檢測報告出爐，指出死者為一名居住於滋賀縣栗東市的20歲左右男性，因而不少人士認為角田經已自殺身亡。
8月10日，日本中央競馬會發表角田的死訊，但因應家族要求未有公佈死因，同時亦未有於各競馬場內設置獻花台給予公眾悼念。

#### 訓練助手因涉嫌傷人被捕
10月10日，茨城縣警稻敷警察署拘捕2名美浦訓練中心訓練助手，指出2人涉嫌於4月2日下午9時45分至10時20分期間，於當地的便利店停車場內襲擊4名其他男子並毆打其臉部及頭部和踢向其腹部，造成該4人受傷。

#### 分級賽事主要變更
寶塚紀念、阪神牝馬錦標、朝日盃未來錦標、鳴尾紀念、人魚錦標、挑戰盃、阪神盃、東海錦標移師京都競馬場舉行，人馬錦標、阪神跳欄錦標、玫瑰錦標、神戶新聞盃、天狼星錦標、小倉紀念、小倉夏季跳欄錦標及小倉兩歲錦標移師至中京競馬場舉行，愛知盃、子犬座錦標及中京紀念移師至小倉競馬場舉行。

### 地方競馬

#### 2024年能登半島地震影響
地方競馬之中，金澤競馬場受到地震影響最大，其場外投注業務由1月2日開始停止，直至2月3日才重新開放。同時為支援受災地，金澤競馬場將3月10至12日部分投注額捐出。
而其他競馬場，亦有在內設置捐款箱籌款，同時亦會捐出部分投注額容易支援受災地。

#### 騎師不當使用電話
6月30日，大井競馬場騎師和田讓治被指出於船橋競馬場出賽期間，於工作範圍內持有電話，據悉其將電話用作鬧鐘使用。
8月30日，特別區競馬組合於調查過後，決定對和田處於停賽30日的處分。

#### 騎師因酒駕被捕
4月3日，福岡縣警久留米警察署因而涉嫌酒駕逮捕佐賀競馬場騎師山口勲，山口隨即自行停賽。
5月23日，警方決定不檢控山口，以佐賀縣競馬組合考慮事件嚴重程度後及山口經已自行停賽後，決定對其作出口頭警告的處分。

#### 騎師盜竊事件
特別區競馬組合宣佈，將因應《特別區競馬組合競馬實施規則》第39條第1項第2點對騎師的場文男施以停賽的處罰。據調查指出，的場曾於賽事未有舉行的期間多次偷竊其他騎師置於儲物櫃內的現金。

## 時間表

### 1-3月
- 1月4日 - 2019年中京紀念冠軍「盡情享受」及上年度福島紀念冠軍「好愛美」退役。
- 1月5日 - 三勝一級賽的「領銜」退役。
- 1月6日 - 日本中央競馬會因大雪取消新山紀念的早盤投注。
- 1月7日 - 日本中央競馬會因大雪取消京都競馬場的早盤投注。同日，騎師松山弘平出戰京都競馬場第2場賽事，達成第12000場出賽，亦為第35位達成此數字的騎師，更為最快及最年輕的達成者，而騎師武豐則於同一場賽事取勝，達成於京都競馬場的第1400場頭馬，亦為首位達成此成就的騎師[24][25]。
- 1月8日 - 「Supremo Flavor」勝出中山競馬場第12場賽事，「大和主將」子嗣達成第1300場頭馬，亦為第11匹達成此成就的種馬[26]。
- 1月10日 - 兩勝一級賽勝「本初之海」退役。
- 1月11日 - 2021年玫瑰錦標冠軍「指環魔力」及2022年日本育馬場盃雌馬經典賽冠軍「Valle de la Luna」退役。
- 1月14日 - 上年度人魚錦標冠軍「麗彩帶」退役。
- 1月20日 - 騎師戶崎圭太出戰中山競馬場第5場賽事，達成第10000場出賽，亦為第52位達成此數字的騎師[27]。
- 1月21日 - 騎師金美琪策騎「Chuck Nate」勝出美國賽馬會盃，成為首位勝出中央分級賽的外國女騎師[28]。
- 1月24日 - 笠松競馬場因大雪取消賽事。
- 1月25日 - 「Epluchage」勝出大井競馬場第2場賽事，以634公斤體重打破地方競馬優勝馬最重記錄[29]。
- 2月1日 - 2022年小倉紀念冠軍「妙歌」退役。
- 2月2日 - 兩勝分級賽s「Badenweiler」轉籍地方。
- 2月4日 - 「World's End」勝出京都競馬場第5場賽事，「龍王」子嗣達成第1000場頭馬，亦為第24匹達成此成就的種馬[30]。同日，騎師柴田善臣出戰東京競馬場第12場賽事，達成第22000場出賽，亦為第3位達成此數字的騎師。
- 2月5日 - 船橋競馬場因大雪取消第3場及之後的賽事[31]。
- 2月6日 - 日本中央競馬會宣佈騎師複試結果，共有8名騎師合格，其中7人為競馬學校畢業生，餘下1人為訓練助手坂口智康[32]。相關牌照將於3月1日生效。
- 2月7日 - 連霸綠松石錦標的「紐約小姐」退役。
- 2月9日 - 兩勝分級賽的「旭日希冀」退役。
- 2月10日 - 騎師柴田大知出戰東京競馬場第2場賽事，達成第12000場出賽，亦為第36位達成此數字的騎師[33]。同日，「Taiki Laughter」勝出小倉競馬場第8場賽事，「真心呼喚」子嗣達成第1528場頭馬，為種馬中第六高[34]。
- 2月14日 - 騎師藤井勘一郎因康復進度未如理想而掛鞭，退役儀式將於2月17日在京都競馬場舉行，騎師北澤伸也將於3月5日掛鞭，將成為訓練助手，退役儀式將於3月9日在阪神競馬場舉行[35][36]。
- 2月21日 - 2022年日本育馬場盃兩歲優駿冠軍「日升頂峰」轉籍地方。
- 2月22日 - 騎師吉原寬人策騎「Rikea Sable」勝出園田青年盃，於地方12個競馬場均勝出過分級賽，亦為首位達成此成就的騎師。同日，佐賀競馬場因壓地車窗戶玻璃破損跌入跑道而取消第4場賽事[37]。另外，2021年沙特阿拉伯皇家盃冠軍「按令行事」、2022年雌馬預賽冠軍「Pretty Chance」及2022年小倉大賞典冠軍「奮飛達」退役。
- 2月24日 - 沙特盃賽馬日於沙特阿拉伯安都拉茲馬場舉行，出戰1351草地短途錦標的「嬌倩」、「極級必勝」、「愛勁利」及「猛獅闊步」分別取得亞軍、殿軍、第六及第十、出戰紅海草地讓賽的「真身」、「破空極光」、「能量晶石」及「鐵甲巴魯」分別取得第五、第九、第十及十二、出戰沙特打吡的「青春永駐」、「里見鳳凰」及「建功業」分別取得取得冠軍、第十及第十一、出戰維雅德泥地短途錦標的「燦然一新」、「加市冠冕」及「啟愛多里」分別取得冠軍、殿軍及第六、出戰沙特盃的「盈寶奇嶽」、「取勝秘技」、「冠威」及「清爽口味」分別取得亞軍、第五、第九及第十二。同日，騎師坂井瑠星策騎「青春永駐」出戰沙特打吡時不當用鞭而被罰停賽2個賽馬日，同時亦於策騎「能量晶石」出戰紅海草地讓賽時因阻礙其他賽駒而被罰停賽4個賽馬日。另外，兩勝分級賽的「輕而鬆」及上年度關屋紀念冠軍「圓夢」退役。
- 2月28日 - 2021年日本育馬場盃短途賽冠軍「熱望」退役。
- 2月29日 - 騎師秋山真一郎掛鞭，將會成為練馬師，騎師高野和馬及川島信二掛鞭，將會成為訓練助手[38]。同日，2022年京都紀念冠軍「非洲寶金」退役。
- 3月2日 - 兩勝分級賽的「幻蹤黑豹」退役。
- 3月3日 - 中山競馬場第3場賽事現場評述由日經廣播電台的評述員藤原菜菜花擔任，為中央賽事首位女性現場評述員[39]。
- 3月5日 - 練馬師小檜山悟、高橋裕、中野榮治、飯田雄三、加用正、松永昌博及安田隆行退役。
- 3月6日 - 騎師武士澤友治掛鞭，將成為競馬學校教官[40]。同日，上年度葉森盃冠軍「俊彥茶座」退役。
- 3月7日 - 2022年福島牝馬錦標冠軍「再獻詩詞」退役。
- 3月10日 - 金澤競馬場因積雪取消第1至3場賽事[41]。
- 3月12日 - 騎師寺島憂人掛鞭。
- 3月13日 - 2022年北九州紀念冠軍「旅程愉快」退役。
- 3月14日 - 上年度京都牝馬錦標冠軍「嬌倩」及兩勝分級賽的「Teleos Bell」退役。
- 3月15日 - 地方競馬全國協會公佈第3輪練馬師及騎師考試結果，共有14名騎師、1名副練馬師及3名練馬師合格，合格的副練馬師為騎師楢崎功祐。相關牌照將於4月1日生效。同日，上年度閃耀女士盃冠軍「Ladybug」及上年度花仙錦標冠軍「Golden Hind」退役。
- 3月16日 - 2021年京都新聞盃冠軍「赤駒創世」退役。
- 3月17日 - 練馬師小林勝二退役。
- 3月21日 - 大井競馬場第5場賽事中，第十三人氣及第十二人氣的賽駒跑獲第一及第二，「連贏」6630.7倍的賠率打破地方記錄[42]。同日，練馬師岡田一男退役。
- 3月24日 - 騎師川田將雅策騎「Saint Ex」勝出龍王盃，達成第2017場頭馬，為騎師第八高[43]。同日，「消暑樂祭」勝出高松宮紀念，馬主Sunday Racing Co. Ltd.於26個中央一級賽均有賽駒取勝，為首位達成此成就的馬主[44]。另外，騎師塚本雄大策騎「Cosmo Seawolf」出戰春暖特別時因為座騎失去平衡墮馬，隨即被送往高知縣高知市內的醫院治理，於晚上時宣佈不治，為地方競馬有記錄以來第4位因墮馬死亡的騎師。
- 3月26日 - 練馬師宮下靖旨退役。
- 3月27日 - 騎師大庭和彌掛鞭，將成為練馬師小手川準的訓練助手[45]。同日，六勝分級賽的「齊叫好」退役。
- 3月28日 - 三勝分級賽的「笑一笑」及上年度府中牝馬錦標冠軍「神姬」退役。
- 3月29日 - 兩勝分級賽的「樂桃源」退役。
- 3月30日 - 杜拜世界盃賽馬日於阿聯酋美丹馬場舉行，出戰阿喬斯短途錦標的「加市冠冕」取得第十一，出戰阿聯酋打吡的「青春永駐」、「金足球」、「盈寶壯士」分別取得冠軍、第六及第十、出戰杜拜金莎軒錦標的「快勁主帥」、「燦然一新」、「點火神器」及「啟愛多里」分別取得亞軍、第四、第五及第第九、出戰杜拜草地大賽的「匯兩川」、「野田猛鯨」、「勝局在望」及「摩天雲霄」分別取得亞軍、季軍、第五及十五、出戰杜拜司馬經典賽的「大帝」、「自由島」、「駿天宮」及「星映天下」分別取得亞軍、季軍、殿軍及第八、出戰杜拜世界盃的「盈寶奇嶽」、「盈寶威神」、「盡得真傳」及「取勝秘技」分別取得亞軍、殿軍、第五及第六。同日，騎師笹川翼策騎「點火神器」出戰杜拜金莎軒錦標時因妨礙其他賽駒被罰停賽4個賽馬日。另外，騎師李慕華策騎「貓點心」出戰杜拜草地大賽時因為座騎失蹄墮馬，隨即被送往醫院治理，檢查後發現為肋骨和鎖骨骨折及肺穿孔[46]。

### 4月-6月
- 4月6日 - 騎師藤岡康太策騎「Sweet Scar」出戰阪神競馬場第7場賽事時因觸碰到前方賽駒而墮馬，頭部及胸部受傷，意識不明下隨即被送往就近醫院的深切治療部治理。騎師勝浦正樹掛鞭，退役儀式將於5月4日在東京競馬場舉行[47]。
- 4月10日 - 4月6日墮馬受傷的騎師藤岡康太傷重不治，為中央競馬有記錄以來第20位因墮馬死亡的騎師[48]。
- 4月11日 - 騎師小牧太宣佈再度轉籍地方，為首位於地方轉籍中央後再返回地方的騎師[49]。
- 4月12日 - 4月3日於金澤競馬場出戰的1匹賽駒對禁藥依替唑倫出現陽性反應，取消賽駒資格之餘亦即時通報石川縣警金澤東警察署[50]。同日，2022年日本育馬場盃兩歲優駿冠軍「日升頂峰」退役。
- 4月18日 - 以加拿大為據點的日裔騎師木村和士成為統治獎最佳騎師，連續3年獲得此獎項[51]。
- 4月21日 - 2022年星團盃冠軍「盈寶極光」退役。
- 4月28日 - 騎師宮下瞳獲日本政府頒發黄綬褒章[52]。
- 4月29日 - 香港賽馬會行政總裁應家柏獲日本政府頒發旭日中綬章，日本練馬師協會前主席橋田滿則獲頒旭日小綬章。
- 4月30日 - 練馬師栗林信文退休，將前往福島縣鮫川町協助整備退役馬牧場馬的家之設施。
- 5月1日 - 兩勝分級賽的「啟愛紫紅」退役。
- 5月2日 - 門別競馬場第10至12場賽事「三二重」僅有五注押中，2575萬4405萬日圓的派彩打破記錄[53]。同日，2022年阪神春季跳欄錦標冠軍「A Shin Click」退役。
- 5月3日 - 上年度小倉大賞典冠軍「金榜冠軍」退役。
- 5月4日 - 騎師丹内祐次出戰新潟競馬場第3場賽事，達成第11000場出賽，亦為第45位達成此數字的騎師[54]。
- 5月5日 - 騎師橫山典弘勝出新潟競馬場第8場賽事，達成第2944場頭馬，為騎師第二高。
- 5月8日 - 川崎競馬場微風賞開閘後司閘員舉起紅旗表示本次出閘無效需重新開始，但所有騎師均未見到指示而衝線，導致本場賽事取消[55]。同日，川崎競馬場雷電賞亦需要重新開始，但其中一匹賽駒經已衝刺一段距離，最終該閘前退出下賽事重新開始。另外，川崎競馬場大師賞中發生4匹賽駒騎師墮馬的事故，其中3名騎師被送往醫院治理[56]。
- 5月13日 - 隸屬佐賀競馬場的騎師吉本隆記轉籍門別競馬場。
- 5月15日 - 2022年中京紀念冠軍「Belenus」退役。
- 5月19日 - 騎師濱中俊出戰京都競馬場第6場賽事，達成第11000場出賽，亦為第46位達成此數字的騎師。
- 5月20日 - 騎師服部壽希掛鞭。
- 5月29日 - 兩勝分級賽的「銀音速」退役。
- 5月31日 - 神奈川大學宣佈，川崎競馬組合投得於2023年末關閉、位於神奈川縣平塚市的湘南平塚校區遺跡，將用以建造馬房。同日，上年度阿根廷共和國盃冠軍「輕風飛」退役。
- 6月3日 - 大井競馬場因大雨及能見度低取消第7場賽事[57]。
- 6月4日 - 「夏威夷王」及「鐵鳥翱天」入選殿堂馬。
- 6月7日 - 連霸挑戰盃的「So Valiant」退役。
- 6月9日 - 騎師李慕華策騎「生活格調」勝出葉森盃，達成第150場中央分級賽頭馬，亦為第5位達成此成就的騎師[58]。
- 6月10日 - 日本馬術聯盟公佈2024年夏季奧林匹克運動會馬術比賽的出賽成員名單，隸屬日本中央競馬會的騎師戶本一真獲選[59]。
- 6月12日 - 2021年日本育馬場盃兩歲優駿冠軍「Ice Giant」及2021年美國賽馬會盃冠軍「大哲學家」退役。
- 6月13日 - 騎師藤田菜七子將作為世界隊的隊員出戰8月10日於英國雅士谷馬場舉行的識價盃[60]。同日，2019年函館短途錦標冠軍「合成國王」轉籍地方。
- 6月18日 - 浦和競馬場因為大雨及場地狀態取消第6場及之後的賽事。
- 6月20日 - 騎師吉村誠至助於園田競馬場取得5場頭馬，打破中央騎師於地方競馬的單日頭馬記錄[61]。同日，上年度新山紀念冠軍「Light Quantum」退役。
- 6月23日 - 東京競馬場第1場賽事中，第十人氣的賽駒跑獲冠軍，「三重彩」的34552.7倍賠率打破出賽馬數目10匹以下賽事的記錄[62]。同日，騎師菅原明良策騎「響號」勝出寶塚紀念，自此上半年所有一級賽冠軍均由不同騎師奪得，為1984年引入分級制以來首次[63]。
- 6月27日 - 2020年春季錦標冠軍「蘊藏豐富」退役。
- 6月30日 - 練馬師國枝榮勝出福島競馬場第7場賽事，達成第1076場頭馬，為練馬師中第十高。

### 7-9月
- 7月1日 - 盛岡競馬場第1場賽事原定有5匹賽駒出戰，但2匹賽駒退賽下僅剩下3匹賽駒參賽，同時亦因為草地跑道狀態惡化而移師至泥地跑道舉行。
- 7月6日 - 騎師酒井學出戰小倉競馬場第2場賽事，達成第10000場出賽，亦為第53位達成此數字的騎師[64]。同日，於金澤競馬場內訓練的1匹賽駒突然暴走，將鞍上的馬伕拋下並撞擊閘門，該馬伕隨即並送往石川縣金澤市內的醫院，最終證實不治。另外，2021年聖烈特紀念冠軍「淺間發威」退役。
- 7月7日 - 盛岡競馬場因大雨及草地跑道狀態惡化而將鶺鴒意思至泥地跑道舉行。
- 7月8日 - 社台集團宣佈將於8月中旬在北海道苫小牧市北方馬匹公園及北海道安平町社台Stallion Station樹立「大震撼」的銅像[65]。
- 7月9日 - 精選拍賣會於北海道苫小牧市北方馬匹公園舉行，總成交額為289億1800萬日圓，打破記錄。
- 7月13日 - 「American Bikini」以57.2秒時間勝出小倉競馬場第1場賽事，打破日本泥地1000米跑道2歲記錄[66]。同日，騎師吉田豐出戰福島競馬場第12場賽事，達成第18000場出賽，亦為第11位達成此數字的騎師。
- 7月16日 - 兩勝分級賽的「Badenweiler」退役。
- 7月17日 - 騎師高杉吏麒因未能準時於盛岡競馬場過磅而被罰停賽2個賽馬日。
- 7月18日 - 上年度新潟紀念冠「Nocking Point」退役。
- 7月19日 - 地方競馬全國協會公佈練馬師及騎師複試結果，共有3名騎師及4名練馬師合格。相關牌照將會於8月1日生效。
- 7月21日 - 騎師古川吉洋出戰札幌競馬場第2場賽事，達成第11000場出賽，亦為第47位達成此數字的騎師。
- 7月23日 - 使用樂天積分投注特別中，第十人氣的賽駒跑獲冠軍，「獨贏」的450.8倍賠率打破金澤記錄[67]。
- 7月24日 - 盛岡競馬場因預計的大雨及草地跑道狀態惡化，將7月30日舉行的橢圓盃、7月31日舉行的若鮎賞及8月4日舉行的黃金盃移師至泥地跑道舉行。
- 7月26日 - 2018年共同通信盃冠軍「Oken Moon」轉籍地方。
- 7月29日 - 日本代表團於2024年夏季奧林匹克運動會馬術團體三項賽中取得銅牌，為時隔92年來再度於馬術項目奪牌[68]。
- 7月30日 - 騎師岡部誠因多次騷擾職員及粗暴行為被罰停賽8個賽馬日及口頭警告。
- 8月4日 - 騎師松山弘平因購買錯誤機票導致未能準時前往札幌競馬場過磅而被罰停賽2個賽馬日[69]。同日，盛岡競馬場因大雨及跑道狀態惡化而取消第9場及之後的賽事。
- 8月6日 - 騎師小林捺花因做磅失敗而被罰停賽4個賽馬日[70]。
- 8月7日 - 騎師御神本訓史因未能準時前往川崎競馬場過磅而被罰停賽2個賽馬日[71]。
- 8月10日 - 騎師幸英明出戰中京競馬場第3場賽事，達成第24000場出賽，亦為第2位達成此數字的騎師，更為最快及最年輕的達成者[72]。同日，盛岡競馬場因強烈熱帶風暴瑪莉亞接近而取消星團盃的早盤投注。
- 8月11日 - 盛岡競馬場因強烈熱帶風暴瑪莉亞吹襲而將明日的賽事延至14日舉行。同日，「Memuro Bob Sapp」勝出輓馬大獎賽，成為史上第2匹四連霸此賽事的賽駒[73]。
- 8月14日 - 笠松競馬場因壓地車故障而取消第2場賽事。
- 8月15日 - 大井競馬場因強颱風安比吹襲而將明日的賽事延至17日舉行。
- 8月19日 - 浦和競馬場因暴雨及跑道狀態惡化而取消第12場賽事。
- 8月23日 - 2022年皇后盃冠軍「Presage Lift」退役。
- 8月24日 - 騎師大野拓彌出戰札幌競馬場第4場賽事，達成第13000場出賽，亦為第26位達成此數字的騎師。
- 8月25日 - 日本中央競馬會因可能落雷而取消新潟競馬場第12場賽事。
- 8月28日 - 佐賀競馬場因超強颱風珊珊接近而取消明日的賽事，夏日冠軍錦標則延至9月1日舉行。同日，被登記為雄馬、將出戰船橋競馬場第8場賽事的「Horsemanship」於裝鞍所被發現為閹馬以被勒令退賽，練馬師渡邊貴光因失職被警告[74]。
- 8月29日 - 兵庫縣競馬組合因超強颱風珊珊接近而暫停場外投注所Dash吳的業務。同日，高知競馬場亦因中度颱風珊珊接近暫停場外投注所Pulse宿毛的業務。
- 8月30日 - 日本中央競馬會因超強颱風珊珊接近而取消新潟競馬場及中京競馬場的早盤投注。
- 8月31日 - 日本中央競馬會因超強颱風珊珊接近而取消中京競馬場的早盤投注。同日，上年度新潟跳欄錦標冠軍「Succession」及2022年每日盃兩歲錦標冠軍「All Parfait」退役。
- 9月1日 - 騎師太宰啟介出戰中京競馬場第2場賽事，達成第12000場出賽，亦為第37位達成此數字的騎師[75]。
- 9月2日 - 騎師永森大智因於公眾場所攜帶菜刀而被警方而違反《銃炮刀劍類所持等取締法》罰款，同時被罰停賽6日。
- 9月6日 - 2021年新潟紀念冠軍「繁榮起飛」退役。
- 9月7日 - 兩勝跳欄分級賽的「Turbo」退役。
- 9月8日 - 韓國國際賽事於南韓首爾馬場舉行，出戰韓國短途錦標的「燦然一新」及「加市冠冕」分別取得冠軍及亞軍，出戰韓國盃的「冠威」、「盈寶威神」及「Light Warrior」分別取得冠軍、亞軍及殿軍。
- 9月10日 - 金澤競馬場第9場賽事同時出現平頭冠軍及平頭殿軍，為地方競馬時隔14年再度出現複數平頭名次的情況。
- 9月12日 - 2022年阿根廷共和國盃冠軍「破空極光」退役。
- 9月14日 - 2021年京成盃秋季讓賽冠軍「哥德教堂」退役。
- 9月16日 - 佐賀競馬場因雷雨取消第2及3場賽事，第4及5場賽事正常舉行，其後再度取消第6場次及之後的賽事[76]。
- 9月20日 - 2022年關東橡樹大賽冠軍「Paraiba Tourmaline」退役。
- 9月21日 - 騎師李慕華勝出美人蕉錦標，達成第1919場頭馬，為騎師中第十高，同時「Ecoro Sieg」以1分7.2秒的時間勝出此賽事，打破中山競馬場1200米草地跑道2歲記錄
- 9月22日 - 「Keep Calm」勝出木更津特別，「龍王」子嗣達成第1100場頭馬，亦為第18匹達成此成就的種馬。
- 9月26日 - 2022年京成盃秋季讓賽冠軍「遊隼天下」退役。

### 10月-12月
- 10月2日 - 2020年高松宮紀念首名衝線的「超神建築」從JRA退役，其後轉籍地方。
- 10月4日 - 大井競馬場第3場賽事原定有5匹賽駒參戰，但2匹賽駒退賽及1匹賽駒閘前退賽下僅剩下2匹賽駒參賽，為地方競馬有記錄以來首次出現此情況[77]。同日，上年度阪神牝馬錦標冠軍「活快美韻」退役。
- 10月5日 - 騎師大江原比呂因脫水症影響做磅失敗而被罰停賽9日[78]。
- 10月10日 - 騎師宮下瞳出戰笠松競馬場第4場賽事，達成年間第967場出賽，刷新由自身維持的女騎師年間最多出賽記錄[79]。同日，2022年東京體育盃兩歲錦標冠軍「Gastrique」退役。
- 10月14日 - 日本中央競馬會因發現札幌競馬場西停車場及看台之間有鹿闖入而關閉部分區域。同日，騎師木澤獎因做磅失敗被罰停賽10日。同日，2018年共同通信盃冠軍「Oken Moon」退役。
- 10月16日 - 2021年雅靈頓盃冠軍「好森林」退役。
- 10月18日 - 騎師宮下瞳出戰名古屋競馬場第9場賽事，達成年間第1000場出賽，亦為首位達成此數字的女騎師[80]。
- 10月19日 - 兩勝分級賽的「假面歌姬」退役。
- 10月20日 - 騎師李慕華策騎「名城潮流」勝出菊花賞，成為首位在1984年引入分級制後連霸此賽事的騎師。
- 10月26日 - 日本輕種馬協會宣佈宣佈，將引入外國種馬「設計名師」。
- 10月27日 - 騎師武豐策騎「勝局在望」勝出秋季天皇賞，第7度勝出此賽事，追平騎師保田隆芳的記錄，同時「勝局在望」連續4年勝出中央平地一級賽，亦為第7匹達成此成就的賽駒。
- 10月31日 - 上年度阪神春季跳欄賽冠軍「Gemini King」退役。
- 11月1日 - 2019年京成盃冠軍「定稿」退役。
- 11月2日 - 騎師武豐獲日本政府頒發黄綬褒章。同日，日本中央競馬會因大雨及場地狀態惡化而取消京都競馬場第8場賽事。另外，兩勝分級賽的「錦城妙事」退役。
- 11月6日 - 兩勝分級賽的「星光速」、2022年東京跳欄錦標冠軍「K T Clever」及三勝分級賽的「猛獅闊步」退役。
- 11月8日 - 汐見坂賞中，頭三名的賽駒分別為第十四、十及十二人氣，「三重彩」的142194.7倍賠率為大井第六高[81]。同日，2021年京王盃兩歲錦標冠軍「飛迅神王」退役。
- 11月9日 - 騎師高田潤勝出京都跳欄錦標，達成第147場跳欄賽頭馬，為騎師中第十高。同日，練馬師上村洋行因佩戴偽造的練馬師徽章而被罰款50萬日圓[82]。另外，高知競馬場因停電而取消場外投注所Pulse宿毛及Pulse藍住的業務。
- 11月10日 - 「WIN5」一注獨中，4億6296萬3450日圓的派彩為第五高。
- 11月13日 - 2020年兵庫青年大獎賽冠軍「雙料王」轉籍地方，兩勝分級賽的「Promised Warrior」退役。
- 11月14日 - 由美國練馬師Joseph Lee訓練的「May Day Ready」宣佈出戰阪神兩歲牝馬錦標，為首次有海外賽駒遠征日本2歲馬限定戰[83]。同日，騎師妹尾將充因因康復進度未如理想而掛鞭，退役儀式將於11月30日在高知競馬場舉行。另外，2022年朝日盃未來錦標冠軍「越發甜」轉籍地方，上年度皇后盃冠軍「豎琴巧姬」及上年度紫苑錦標冠軍「呼風女神」退役。
- 11月15日 - 騎師森泰斗掛鞭，退役儀式將於12月16日在船橋競馬場舉行。同日，上年度日本育馬場雌馬經典賽冠軍「Icon Tailor」及本年度皋月賞冠軍「駿天潮城」退役。
- 11月16日 - 三勝分級賽的「滂薄無比」退役。
- 11月17日 - 騎師團野大成策騎「神志勇進」出戰一哩冠軍賽時因衝線前經已站立慶祝而被罰款5萬日圓。
- 11月18日 - 騎師小野木隆幸掛鞭。
- 11月19日 - 騎師宮平鷹志掛鞭。同日，騎師村上忍勝出水澤競馬場第4場賽事，達成第4128場地方頭馬，打破水澤競馬場所屬騎師的記錄[84]。另外，練馬師笹野博司勝出楚楚特別，達成年間第174場次頭馬，刷新自身保持的笠松競馬場年間最多頭馬記錄。
- 11月20日 - 地方競馬全國協會公佈第2輪練馬師及騎師考試的結果，合共4名騎師合格及3名練馬師合格，合格的練馬師中包含騎師陶文峰、嬉勝則及倉富隆一郎。相關牌照將於12月1日生效。
- 11月21日 - 騎師宮下瞳勝出名古屋競馬場第9場賽事，達成年間第106場頭馬，刷新由自身保持的女騎師年間最多頭馬記錄。
- 11月22日 - 上年度一哩冠軍賽冠軍「匯兩川」及上年度綠松石錦標冠軍「決志驕驥」退役。
- 11月26日 - 佐賀競馬場因當日通信環境影響而調整10月4日舉行賽事的最後800米及600米時間，
- 11月28日 - 隸屬門別競馬場的騎師阪野學轉籍名古屋競馬場。同日，練馬師竹口勝利退役。
- 11月29日 - 2020年每日盃兩歲錦標冠軍「赤紅晨曦」退役。
- 12月1日 - 日本冠軍盃中，跑獲頭三的賽駒分別為「清爽口味」、「盈寶威神」及「盡得真傳」，此順序和上年度賽事完全一致，為1984年引入分級制後平地一級賽首次出現此情況[85]。
- 12月3日 - 以澳洲昆士蘭州作為據點日裔騎師安部將之因賭博被罰停賽16個月[86]。
- 12月4日 - 本年度七夕賞冠軍「Red Radiance」及2021年麒麟錦標冠軍「Smasher」退役。
- 12月5日 - 日本中央競馬會公佈練馬師複試結果，共有9名練馬師合格。相關牌照將於1月1日生效。同日，2022年雌馬賽冠軍「莊嚴詠歌」退役。
- 12月6日 - 六勝一級賽的「清爽口味」退役。
- 12月11日 - 2022年子犬座錦標冠軍「Gempachi Lucifer」退役。
- 12月14日 - 騎師池添謙一出戰京都競馬場第12場賽事，達成第15000場出賽，亦為第18位達成此數字的騎師[87]。
- 12月16日 - 水澤競馬場因大雪取消賽事。
- 12月19日 - 騎師橋本直哉掛鞭，將成為浦和競馬場練馬師小久保智馬房的馬伕，退役儀式將於12月26日在浦和競馬場舉行。
- 12月22日 - 騎師西谷誠勝出京都競馬場第5場賽事，達成第198場地方頭馬，為騎師中第五高。同日，「蕾麗宮」勝出有馬紀念，成為1984年引入分級制後首匹勝出此賽事的3歲雌馬[88]。
- 12月23日 - 千葉縣競馬組合將騎師森泰斗的綵衣退役，為第南關東地區第3位有此待遇的騎師[89]。
- 12月25日 - 2022年兩冠雌馬「星映天下」、四勝分級賽的「緣厚情摯」及五勝一級賽的「勝局在望」退役。
- 12月26日 - 兩勝一級賽的「艷玫華彩」、兩勝一級賽的「大帝」及兩勝跳欄一級賽的「Nishino Daisy」退役。
- 12月27日 - 2021年全日本兩歲優駿冠軍「Dry Stout」及2022年一哩冠軍賽冠軍「秀逸小島」退役。
- 12月28日 - 練馬師高橋道雄退役。
- 12月29日 - 水澤競馬場因大雪及跑道狀態惡化而取消第10場及之後的賽事。
- 12月31日 - 2019年函館短途錦標冠軍「合成國王」退役。

## 各賽事結果

### 中央競馬・平地一級賽
| 賽事名                         | 賽事名                         | 賽事名                         | 優勝馬      | 性齡 | 騎師                     | 練馬師                   | 所屬    |
| 月日                           | 馬場                           | 距離                           | 優勝馬      | 性齡 | 馬主                     | 馬主                     | 時間    |
| ------------------------------ | ------------------------------ | ------------------------------ | ----------- | ---- | ------------------------ | ------------------------ | ------- |
| 第41回二月錦標                 | 第41回二月錦標                 | 第41回二月錦標                 | 尼羅長流    | 雄6  | 藤岡佑介                 | 武英智                   | JRA栗東 |
| 2月18日                        | 東京競馬場                     | 泥1600米                       | 尼羅長流    | 雄6  | 沼川一彥                 | 沼川一彥                 | 1:35.7  |
| 第54回高松宮紀念               | 第54回高松宮紀念               | 第54回高松宮紀念               | 消暑樂祭    | 雄5  | 坂井瑠星                 | 池添學                   | JRA栗東 |
| 3月24日                        | 中京競馬場                     | 草1200米                       | 消暑樂祭    | 雄5  | Sunday Racing Co Ltd     | Sunday Racing Co Ltd     | 1:08.9  |
| 第68回大阪盃                   | 第68回大阪盃                   | 第68回大阪盃                   | 寶徠歌劇    | 雄4  | 橫山和生                 | 上村洋行                 | JRA栗東 |
| 3月31日                        | 阪神競馬場                     | 草2000米                       | 寶徠歌劇    | 雄4  | 林田祥来                 | 林田祥来                 | 1:58.2  |
| 第84回櫻花賞                   | 第84回櫻花賞                   | 第84回櫻花賞                   | 橡木城      | 雌3  | 莫雷拉                   | 國枝榮                   | JRA美浦 |
| 4月7日                         | 阪神競馬場                     | 草1600米                       | 橡木城      | 雌3  | 吉田勝己                 | 吉田勝己                 | 1:32.2  |
| 第84回皋月賞                   | 第84回皋月賞                   | 第84回皋月賞                   | 駿天潮城    | 雄3  | 戶崎圭太                 | 友道康夫                 | JRA栗東 |
| 4月14日                        | 中山競馬場                     | 草2000米                       | 駿天潮城    | 雄3  | 三木正浩                 | 三木正浩                 | 1:57.1  |
| 第169回春季天皇賞              | 第169回春季天皇賞              | 第169回春季天皇賞              | 帝王級      | 雄6  | 菱田裕二                 | 岡田稻男                 | JRA栗東 |
| 4月28日                        | 京都競馬場                     | 草3200米                       | 帝王級      | 雄6  | 小笹公也                 | 小笹公也                 | 3:04.2  |
| 第29回NHK一哩賽                | 第29回NHK一哩賽                | 第29回NHK一哩賽                | 遠觀天象    | 雄3  | 川田將雅                 | 高野友和                 | JRA栗東 |
| 5月5日                         | 東京競馬場                     | 草1600米                       | 遠觀天象    | 雄3  | Shadai Race Horse Co Ltd | Shadai Race Horse Co Ltd | 1:32.4  |
| 第18回維多利亞一哩賽           | 第18回維多利亞一哩賽           | 第18回維多利亞一哩賽           | 十歡薔薇    | 雌6  | 津村明秀                 | 高柳大輔                 | JRA栗東 |
| 5月14日                        | 東京競馬場                     | 草1600米                       | 十歡薔薇    | 雌6  | 天白泰司                 | 天白泰司                 | 1:31.8  |
| 第84回優駿牝馬（日本橡樹大賽） | 第84回優駿牝馬（日本橡樹大賽） | 第84回優駿牝馬（日本橡樹大賽） | 雪嶺熱點    | 雌3  | 李慕華                   | 木村哲也                 | JRA美浦 |
| 5月20日                        | 東京競馬場                     | 草2400米                       | 雪嶺熱點    | 雌3  | Sunday Racing Co Ltd     | Sunday Racing Co Ltd     | 2:24.0  |
| 第91回東京優駿（日本打吡）     | 第91回東京優駿（日本打吡）     | 第91回東京優駿（日本打吡）     | 野田分位    | 雄3  | 橫山典弘                 | 安田翔伍                 | JRA栗東 |
| 5月26日                        | 東京競馬場                     | 草2400米                       | 野田分位    | 雄3  | Danox Co Ltd             | Danox Co Ltd             | 2:24.3  |
| 第74回安田紀念                 | 第74回安田紀念                 | 第74回安田紀念                 | 浪漫勇士    | 閹6  | 麥道朗                   | 沈集成                   | 香港    |
| 6月2日                         | 東京競馬場                     | 草1600米                       | 浪漫勇士    | 閹6  | 劉柏輝                   | 劉柏輝                   | 1:32.3  |
| 第65回寶塚紀念                 | 第65回寶塚紀念                 | 第65回寶塚紀念                 | 響號        | 雄5  | 菅原明良                 | 吉岡辰彌                 | JRA栗東 |
| 6月23日                        | 京都競馬場                     | 草2200米                       | 響號        | 雄5  | 岡田牧雄                 | 岡田牧雄                 | 2:12.0  |
| 第58回短途馬錦標               | 第58回短途馬錦標               | 第58回短途馬錦標               | 賢德之君    | 雄4  | 西村淳也                 | 杉山晴紀                 | JRA栗東 |
| 9月29日                        | 中山競馬場                     | 草1200米                       | 賢德之君    | 雄4  | 江馬由將                 | 江馬由將                 | 1:07.0  |
| 第29回秋華賞                   | 第29回秋華賞                   | 第29回秋華賞                   | 雪嶺熱點    | 雌3  | 李慕華                   | 木村哲也                 | JRA美浦 |
| 10月13日                       | 京都競馬場                     | 草2000米                       | 雪嶺熱點    | 雌3  | Sunday Racing Co Ltd     | Sunday Racing Co Ltd     | 1:57.1  |
| 第85回菊花賞                   | 第85回菊花賞                   | 第85回菊花賞                   | 名城潮流    | 雄3  | 李慕華                   | 武井亮                   | JRA美浦 |
| 10月20日                       | 京都競馬場                     | 草3000米                       | 名城潮流    | 雄3  | Silk Racing Co Ltd       | Silk Racing Co Ltd       | 3:04.1  |
| 第169回秋季天皇賞              | 第169回秋季天皇賞              | 第169回秋季天皇賞              | 勝局在望    | 雄5  | 武豐                     | 友道康夫                 | JRA栗東 |
| 10月27日                       | 東京競馬場                     | 草2000米                       | 勝局在望    | 雄5  | Kieffers Co Ltd          | Kieffers Co Ltd          | 1:57.3  |
| 第49回女皇伊利沙伯二世盃       | 第49回女皇伊利沙伯二世盃       | 第49回女皇伊利沙伯二世盃       | 艷玫華彩    | 雌5  | 杜滿樂                   | 高野友和                 | JRA栗東 |
| 11月10日                       | 京都競馬場                     | 草2200米                       | 艷玫華彩    | 雌5  | Sunday Racing Co Ltd     | Sunday Racing Co Ltd     | 2:11.1  |
| 第41回一哩冠軍賽               | 第41回一哩冠軍賽               | 第41回一哩冠軍賽               | 神志勇進    | 雄6  | 團野大成                 | 池江泰壽                 | JRA栗東 |
| 11月17日                       | 京都競馬場                     | 草1600米                       | 神志勇進    | 雄6  | 石川達繪                 | 石川達繪                 | 1:32.0  |
| 第44回日本盃                   | 第44回日本盃                   | 第44回日本盃                   | 勝局在望    | 雄5  | 武豐                     | 友道康夫                 | JRA栗東 |
| 11月24日                       | 東京競馬場                     | 草2400米                       | 勝局在望    | 雄5  | Kieffers Co Ltd          | Kieffers Co Ltd          | 2:25.5  |
| 第25回日本冠軍盃               | 第25回日本冠軍盃               | 第25回日本冠軍盃               | 清爽口味    | 雄6  | 坂井瑠星                 | 田中博康                 | JRA美浦 |
| 12月1日                        | 中京競馬場                     | 泥1800米                       | 清爽口味    | 雄6  | 高多芬                   | 高多芬                   | 1:50.1  |
| 第76回阪神兩歲牝馬錦標         | 第76回阪神兩歲牝馬錦標         | 第76回阪神兩歲牝馬錦標         | Arma Veloce | 雌2  | 岩田望来                 | 上村洋行                 | JRA栗東 |
| 12月8日                        | 京都競馬場                     | 草1600米                       | Arma Veloce | 雌2  | 大野照旺                 | 大野照旺                 | 1:33.4  |
| 第76回朝日盃未來錦標           | 第76回朝日盃未來錦標           | 第76回朝日盃未來錦標           | 喜迅升      | 雄2  | 川田將雅                 | 友道康夫                 | JRA栗東 |
| 12月15日                       | 京都競馬場                     | 草1600米                       | 喜迅升      | 雄2  | 近藤旬子                 | 近藤旬子                 | 1:34.1  |
| 第69回有馬紀念                 | 第69回有馬紀念                 | 第69回有馬紀念                 | 蕾麗宮      | 雌3  | 戶崎圭太                 | 木村哲也                 | JRA美浦 |
| 12月22日                       | 中山競馬場                     | 草2500米                       | 蕾麗宮      | 雌3  | Sunday Racing Co Ltd     | Sunday Racing Co Ltd     | 2:31.8  |
| 第41回希望錦標                 | 第41回希望錦標                 | 第41回希望錦標                 | 北十字星    | 雄2  | 北村友一                 | 齊藤崇史                 | JRA栗東 |
| 12月28日                       | 中山競馬場                     | 草2000米                       | 北十字星    | 雄2  | Sunday Racing Co Ltd     | Sunday Racing Co Ltd     | 2:00.5  |

### 中央競馬・跳欄一級賽
| 賽事名             | 賽事名             | 賽事名             | 優勝馬        | 性齡 | 騎師       | 練馬師   | 所屬    |
| 月日               | 馬場               | 距離               | 優勝馬        | 性齡 | 馬主       | 馬主     | 時間    |
| ------------------ | ------------------ | ------------------ | ------------- | ---- | ---------- | -------- | ------- |
| 第25回中山跳欄大賽 | 第25回中山跳欄大賽 | 第25回中山跳欄大賽 | 巧奪芳心      | 雄7  | 黑岩悠     | 牧田和彌 | JRA栗東 |
| 4月13日            | 中山競馬場         | 障4250米           | 巧奪芳心      | 雄7  | 内田玄祥   | 内田玄祥 | 4:47.2  |
| 第147回中山大障礙  | 第147回中山大障礙  | 第147回中山大障礙  | Nishino Daisy | 牡8  | 五十嵐雄祐 | 高木登   | JRA美浦 |
| 12月21日           | 中山競馬場         | 障4100米           | Nishino Daisy | 牡8  | 西山茂行   | 西山茂行 | 4:40.4  |

### 地方競馬・一級賽
| 賽事名                       | 賽事名                       | 賽事名                       | 優勝馬        | 性齡 | 騎師                         | 練馬師                       | 所屬    |
| 月日                         | 馬場                         | 距離                         | 優勝馬        | 性齡 | 馬主                         | 馬主                         | 時間    |
| ---------------------------- | ---------------------------- | ---------------------------- | ------------- | ---- | ---------------------------- | ---------------------------- | ------- |
| 第73回川崎紀念               | 第73回川崎紀念               | 第73回川崎紀念               | Light Warrior | 雄7  | 吉原寬人                     | 內田勝義                     | 川崎    |
| 4月3日                       | 川崎競馬場                   | 泥2100米                     | Light Warrior | 雄7  | Carrot Farm Co Ltd           | Carrot Farm Co Ltd           | 2:15.5  |
| 第69回羽田盃                 | 第69回羽田盃                 | 第69回羽田盃                 | Amante Bianco | 雄3  | 川田將雅                     | 宮田敬介                     | JRA美浦 |
| 4月24日                      | 大井競馬場                   | 泥1800米                     | Amante Bianco | 雄3  | Silk Racing Co Ltd           | Silk Racing Co Ltd           | 1:53.9  |
| 第35回柏市紀念               | 第35回柏市紀念               | 第35回柏市紀念               | Shamal        | 雄6  | 川須榮彥                     | 松下武士                     | JRA栗東 |
| 5月1日                       | 船橋競馬場                   | 泥1600米                     | Shamal        | 雄6  | 金山敏也                     | 金山敏也                     | 1:39.0  |
| 第70回東京打吡               | 第70回東京打吡               | 第70回東京打吡               | 飆速引擎      | 雄3  | 三浦皇成                     | 佐佐木晶三                   | JRA栗東 |
| 6月5日                       | 大井競馬場                   | 泥2000米                     | 飆速引擎      | 雄3  | 前田幸治                     | 前田幸治                     | 2:06.1  |
| 第28回埼玉盃                 | 第28回埼玉盃                 | 第28回埼玉盃                 | 清爽口味      | 雄6  | 坂井瑠星                     | 田中博康                     | JRA美浦 |
| 6月19日                      | 浦和競馬場                   | 泥1400米                     | 清爽口味      | 雄6  | 高多芬                       | 高多芬                       | 1:26.7  |
| 第47回帝王賞                 | 第47回帝王賞                 | 第47回帝王賞                 | King's Sword  | 雄5  | 藤岡佑介                     | 寺島良                       | JRA栗東 |
| 6月26日                      | 大井競馬場                   | 泥2000米                     | King's Sword  | 雄5  | Hidaka Breeders Union Co Ltd | Hidaka Breeders Union Co Ltd | 2:06.9  |
| 第26回日本泥地經典賽         | 第26回日本泥地經典賽         | 第26回日本泥地經典賽         | 青春永駐      | 雄3  | 坂井瑠星                     | 矢作芳人                     | JRA栗東 |
| 10月2日                      | 大井競馬場                   | 泥2000米                     | 青春永駐      | 雄3  | 藤田晉                       | 藤田晉                       | 2:04.1  |
| 第37回一哩冠軍南部盃         | 第37回一哩冠軍南部盃         | 第37回一哩冠軍南部盃         | 清爽口味      | 雄6  | 坂井瑠星                     | 田中博康                     | JRA美浦 |
| 10月14日                     | 盛岡競馬場                   | 泥1800米                     | 清爽口味      | 雄6  | 高多芬                       | 高多芬                       | 1:35.9  |
| 第14回日本育馬場盃雌馬經典賽 | 第14回日本育馬場盃雌馬經典賽 | 第14回日本育馬場盃雌馬經典賽 | Ammothyella   | 雌3  | 橫山武史                     | 松永幹夫                     | JRA栗東 |
| 11月4日                      | 佐賀競馬場                   | 泥1860米                     | Ammothyella   | 雌3  | Hiroo Race Co Ltd            | Hiroo Race Co Ltd            | 1:59.6  |
| 第24回日本育馬場盃短途賽     | 第24回日本育馬場盃短途賽     | 第24回日本育馬場盃短途賽     | Tagano Beauty | 雄7  | 石橋脩                       | 西園正都                     | JRA栗東 |
| 11月4日                      | 佐賀競馬場                   | 泥1400米                     | Tagano Beauty | 雄7  | 八木良司                     | 八木良司                     | 1:26.8  |
| 第24回日本育馬場盃經典賽     | 第24回日本育馬場盃經典賽     | 第24回日本育馬場盃經典賽     | 盈寶威神      | 雄5  | 川田將雅                     | 小手川準                     | JRA美浦 |
| 11月4日                      | 佐賀競馬場                   | 泥2000米                     | 盈寶威神      | 雄5  | 了德寺健二控股               | 了德寺健二控股               | 2:08.0  |
| 第75回全日本兩歲優駿         | 第75回全日本兩歲優駿         | 第75回全日本兩歲優駿         | 無限愛戀      | 雌2  | 西村淳也                     | 新谷功一                     | JRA栗東 |
| 12月11日                     | 川崎競馬場                   | 泥1600米                     | 無限愛戀      | 雌2  | 白石明日香                   | 白石明日香                   | 1:42.4  |
| 第70回東京大賞典             | 第70回東京大賞典             | 第70回東京大賞典             | 青春永駐      | 雄3  | 坂井瑠星                     | 矢作芳人                     | JRA栗東 |
| 12月29日                     | 大井競馬場                   | 泥2000米                     | 青春永駐      | 雄3  | 藤田晉                       | 藤田晉                       | 2:04.9  |

### 輓馬・一級賽
| 賽事名             | 賽事名             | 賽事名             | 優勝馬        | 性齢 | 騎手       | 調教師     | 所屬   |
| 月日               | 馬場               | 距離               | 優勝馬        | 性齢 | 馬主       | 馬主       | 時間   |
| ------------------ | ------------------ | ------------------ | ------------- | ---- | ---------- | ---------- | ------ |
| 第46回帶廣紀念     | 第46回帶廣紀念     | 第46回帶廣紀念     | Mejiro Goriki | 雄10 | 鈴木惠介   | 松井浩文   | 帶廣   |
| 1月2日             | 帶廣競馬場         | 輓200米            | Mejiro Goriki | 雄10 | 廣瀨豪     | 廣瀨豪     | 2:10.0 |
| 第17回天馬賞       | 第17回天馬賞       | 第17回天馬賞       | King Festa    | 雄5  | 鈴木惠介   | 小北榮一   | 帶廣   |
| 1月3日             | 帯廣競馬場         | 輓200米            | King Festa    | 雄5  | 廣部武士   | 廣部武士   | 1:39.0 |
| 第34回英雌盃       | 第34回英雌盃       | 第34回英雌盃       | Dia Katsuhime | 雌5  | 赤塚健仁   | 久田守     | 帶廣   |
| 1月28日            | 帯廣競馬場         | 輓200米            | Dia Katsuhime | 雌5  | 稲谷義雄   | 稲谷義雄   | 2:28.7 |
| 第55回Irene紀念    | 第55回Irene紀念    | 第55回Irene紀念    | Raising Sun   | 雄3  | 鈴木惠介   | 大河原和雄 | 帶廣   |
| 3月16日            | 帯廣競馬場         | 輓200米            | Raising Sun   | 雄3  | 佐佐木松一 | 佐佐木松一 | 2:00.4 |
| 第56回輓馬紀念     | 第56回輓馬紀念     | 第56回輓馬紀念     | Mejiro Goriki | 雄10 | 鈴木惠介   | 松井浩文   | 帶廣   |
| 3月17日            | 帶廣競馬場         | 輓200米            | Mejiro Goriki | 雄10 | 廣瀨豪     | 廣瀨豪     | 2:55.0 |
| 第49回輓馬橡樹大賽 | 第49回輓馬橡樹大賽 | 第49回輓馬橡樹大賽 | Smile Kana    | 雌3  | 西謙一     | 鈴木邦哉   | 帶廣   |
| 12月1日            | 帶廣競馬場         | 輓200米            | Smile Kana    | 雌3  | 川添保徳   | 川添保徳   | 1:56.7 |
| 第53回輓馬打吡     | 第53回輓馬打吡     | 第53回輓馬打吡     | Raising Sun   | 雄3  | 鈴木惠介   | 大河原和雄 | 帶廣   |
| 12月30日           | 帶廣競馬場         | 輓200米            | Raising Sun   |      | 佐佐木松一 | 佐佐木松一 | 1:57.6 |

### 海外勝利
| 賽事名                  | 賽事名                  | 賽事名                  | 賽事名                  | 優勝馬   | 性齡 | 騎師     | 練馬師   | 所屬    |
| 月日                    | 國家/地區               | 馬場                    | 距離                    | 優勝馬   | 性齡 | 馬主     | 馬主     | 時間    |
| ----------------------- | ----------------------- | ----------------------- | ----------------------- | -------- | ---- | -------- | -------- | ------- |
| 第5屆沙特打吡           | 第5屆沙特打吡           | 第5屆沙特打吡           | 第5屆沙特打吡           | 青春永駐 | 雄3  | 坂井瑠星 | 矢作芳人 | JRA栗東 |
| 2月24日                 | 沙特阿拉伯              | 安都拉茲馬場            | 泥1600米                | 青春永駐 | 雄3  | 藤田晉   | 藤田晉   | 1:36:17 |
| 第5屆維雅德泥地短途錦標 | 第5屆維雅德泥地短途錦標 | 第5屆維雅德泥地短途錦標 | 第5屆維雅德泥地短途錦標 | 燦然一新 | 雄5  | 川田將雅 | 新谷功一 | JRA栗東 |
| 2月24日                 | 沙特阿拉伯              | 安都拉茲馬場            | 泥1200米                | 燦然一新 | 雄5  | 前田幸治 | 前田幸治 | 1:10.42 |
| 第24屆阿聯酋打吡        | 第24屆阿聯酋打吡        | 第24屆阿聯酋打吡        | 第24屆阿聯酋打吡        | 青春永駐 | 雄3  | 坂井瑠星 | 矢作芳人 | JRA栗東 |
| 3月30日                 | 阿聯酋                  | 美丹馬場                | 泥1900米                | 青春永駐 | 雄3  | 藤田晉   | 藤田晉   | 1:57.89 |
| 第6屆韓國短途錦標       | 第6屆韓國短途錦標       | 第6屆韓國短途錦標       | 第6屆韓國短途錦標       | 燦然一新 | 雄5  | 川田將雅 | 新谷功一 | JRA栗東 |
| 9月10日                 | 南韓                    | 首爾馬場                | 泥1200米                | 燦然一新 | 雄5  | 前田幸治 | 前田幸治 | 1:10.3  |
| 第6屆韓國盃             | 第6屆韓國盃             | 第6屆韓國盃             | 第6屆韓國盃             | 冠威     | 雄6  | 橫山武史 | 新谷功一 | JRA栗東 |
| 9月10日                 | 南韓                    | 首爾馬場                | 泥1800米                | 冠威     | 雄6  | 吉田照哉 | 吉田照哉 | 1:51.8  |

### 騎師邀請賽
| 賽事名                     | 賽事名                     | 冠軍      | 所屬    |
| 月日                       | 馬場                       | 冠軍      | 所屬    |
| -------------------------- | -------------------------- | --------- | ------- |
| 第38回全日本新人王爭霸戰   | 第38回全日本新人王爭霸戰   | 細川智史  | 名古屋  |
| 1月23日                    | 高知競馬場                 | 細川智史  | 名古屋  |
| 第21回佐佐木竹見盃         | 第21回佐佐木竹見盃         | 橫山武史  | JRA美浦 |
| 1月30日                    | 川崎競馬場                 | 橫山武史  | JRA美浦 |
| 2024地方競馬騎師冠軍賽     | 2024地方競馬騎師冠軍賽     | 吉村智洋  | 園田    |
| 5月30日                    | 園田競馬場                 | 吉村智洋  | 園田    |
| 2024世界星級騎師大賽       | 2024世界星級騎師大賽       | 莫雷拉    | 巴西    |
| 8月24及25日                | 札幌競馬場                 | 莫雷拉    | 巴西    |
| 2024世界星級騎師大賽隊伍賽 | 2024世界星級騎師大賽隊伍賽 | JRA選拔隊 | JRA     |
| 8月24及25日                | 札幌競馬場                 | JRA選拔隊 | JRA     |
| 第30回黃金騎師盃           | 第30回黃金騎師盃           | 武豐      | JRA栗東 |
| 9月19日                    | 園田競馬場                 | 武豐      | JRA栗東 |
| 2024見習騎師系列賽         | 2024見習騎師系列賽         | 鷹見陸    | 大井    |
| 全年舉行                   |                            | 鷹見陸    | 大井    |

## 馬匹獎項

### JRA賞
- 馬王：勝局在望（雄5、栗東・友道康夫馬房）
- 最佳2歲雄馬：北十字星（雄2、栗東・齊藤崇史馬房）
- 最佳2歲雌馬：Arma Veloce（雌2、栗東・上村洋行馬房）
- 最佳3歲雄馬：野田分位（雄3、栗東・安田翔伍馬房）
- 最佳3歲雌馬：雪嶺熱點（雌3、美浦・木村哲也馬房）
- 最佳4歲及以上雄馬：勝局在望（雄5、栗東・友道康夫馬房）
- 最佳4歲及以上雌馬：艷玫華彩（雌5、栗東・高野友和馬房）
- 最佳一哩馬：神志勇進（雄6、栗東・池江泰壽馬房）
- 最佳短途馬：賢德之君（雄4、栗東・杉山晴紀馬房）
- 最佳泥地馬：清爽口味（雄6、美浦・田中博康馬房）
- 最佳跳欄馬：Nishino Daisy（雄8、美浦・高木登馬房）
- 特別賞：青春永駐（雄3、栗東・矢作芳人馬房）

### NAR大獎
- 馬王：Light Warrior（雄7、川崎・內田勝義馬房）
- 最佳2歲雄馬：Soldier Field（雄2、門別・川島洋人馬房）
- 最佳2歲雌馬：Proud Fleur（雌2、船橋・川島正一馬房）
- 最佳3歲雄馬：Saint Honore（雄2、大井・荒山勝德馬房）
- 最佳3歲雌馬：Laurier Flavor（雌3、大井・月岡健二）
- 最佳4歲及以上雄馬：Light Warrior（雄7、川崎・內田勝義馬房）
- 最佳4歲及以上雌馬：Carrick a Rede（雌5、大井・藤田輝信馬房）
- 最佳短途馬：Aladdin Barows（雄7、園田・新子雅司馬房）
- 最佳草地馬：從缺
- 最佳輓馬：Mejiro Goriki（雄10、帶廣・松井浩文馬房）
- 泥地分級賽特別賞：青春永駐（雄3、栗東・矢作芳人馬房）
- 特別表彰：Love Michan（退役馬）

## 人物獎項

### JRA賞
- 冠軍練馬師：矢作芳人（栗東、61勝）
- 最高勝率練馬師：田中博康（美浦、23.0%勝率）
- 最高獎金練馬師：友道康夫（栗東、23億5624萬1200日圓獎金）
- 優秀技術練馬師：田中博康（美浦）
- 冠軍騎師：李慕華（栗東・自由身、176勝）
- 關東冠軍騎師：戶崎圭太（美浦・田島俊明馬房、133勝）
- 關西冠軍騎師：李慕華（栗東・自由身、176勝）
- 最高勝率騎師：李慕華（栗東・自由身、29.8%勝率）
- 最高獎金騎師：李慕華（栗東・自由身、39億3991萬5300日圓）
- 騎師大賞：李慕華（栗東・自由身）
- 最有價值騎師：戶崎圭太（美浦・田島俊明馬房、47點數）
- 冠軍跳欄賽騎師：小牧加矢太（栗東・音無秀孝馬房、18勝）
- 冠軍新人騎師：高杉吏麒（栗東・藤岡健一馬房、48勝）
- 特別賞：武豐（栗東・自由身）

### NAR大獎
- 冠軍練馬師：打越勇兒（高知・229勝）
- 最高獎金練馬師：小久保智（浦和、7億1955萬7000日圓獎金）
- 最高勝率練馬師：打越勇兒（高知・32.8%勝率）
- 殊勳練馬師獎：從缺
- 冠軍騎師：森泰斗（船橋・自由身、295勝）
- 最高獎金騎師：笹川翼（大井・米田英世馬房、12億940萬8000日圓獎金）
- 最高勝率騎師：赤岡修次（笠松・笹野博司馬房、35.7%勝率）
- 優秀新人騎師：加藤翔馬（金澤・加藤和義馬房）
- 優秀女性騎師：宮下瞳（名古屋・竹口勝利馬房→宇都英樹馬房）
- 最佳運動精神獎：村上忍（水澤・村上實馬房）
- 殊勳騎師獎：從缺
- 特別賞：宮下瞳（名古屋・竹口勝利馬房→宇都英樹馬房）、吉原寬人（金澤・加藤和義馬房）

## 頭馬達成記錄
同一人创下多项纪录时，原则上以最后一次纪录为准。但从地方赛马会转入中央赛马会的骑师，或隶属于中央赛马会并有资格记录的骑师，平地赛马和障碍赛马均有此规定，但当地方赛马场或日本境外的马匹在中央赛马场或地方赛马场首次获胜时则不适用。

### 騎師
首勝
- 黎敏滔（京都、1月6日）
- 龐可立（中山、1月14日）
- 金誠剛（中山、1月21日）
- 柴田裕一郎（小倉、3月2日）
- 長浜鴻緒（中山、3月9日）
- 高杉吏麒（中京、3月23日）
- 吉村誠之助（阪神、3月24日）
- 石神深道（中山、3月31日）
- 石田拓郎（福島、4月6日）
- 望月洵輝（名古屋、4月10日）※僅計算地方頭馬
- 山本大翔（船橋、4月11日）
- 佐野遥久（大井、4月11日）
- 高橋愛葉（園田、4月16日）
- 明星晴大（笠松、4月18日）
- 千野稜真（浦和、4月18日）
- 藤田凌駕（門別、4月18日）
- 城野慈尚（高知、4月20日）
- 井上敏樹（福島、4月21日）※僅計算跳欄賽頭馬
- 坂井瑛音（水澤、4月22日）
- 土方颯太（園田、4月23日）
- 鹽津璃菜（園田、4月23日）
- 奧斯雅（東京、4月27日）
- 高橋優（大井、5月16日）
- 新庄海誠（園田、5月17日）
- 坂口智康（新潟、5月19日）
- 麥道朗（東京、6月2日）
- 大江原比呂（東京、6月9日）
- 加藤雄真（川崎、7月3日）
- 笹川翼（新潟、7月28日）※僅計算中央頭馬利
- 橋木太希（中京、9月29日）
- 渡邊龍也（京都、11月16日）※僅計算中央頭馬
- 大友一馬（帶廣、12月7日）
- 中原蓮（帶廣、12月7日）
- 室陽一朗（中京、12月14日）※僅計算中央頭馬
- 望月洵輝（中京、12月14日）※僅計算中央頭馬
- 菅原響希（帶廣、12月16日）

100勝
- 野中悠太郎（中山、1月6日）
- 七夕裕次郎（浦和、2月23日）
- 森一馬（小倉、2月24日）
- 小坂忠士（阪神、3月23日）
- 中村太陽（帶廣、4月23日）
- 佐佐木大輔（新潟、5月11日）
- 加藤翔馬（金澤、6月15日）
- 永島真奈美（小倉、7月6日）
- 永野猛蔵（函館、7月6日）
- 濱尚美（高知、7月20日）
- 大畑慧悟（名古屋、7月23日）
- 菅原涼太（大井、7月29日）
- 角田大和（中京、9月16日）
- 嶋田純次（新潟、10月6日）
- 中山蓮王（佐賀、10月13日）
- 長尾翼玖（園田、10月23日）
- 長岡禎仁（京都、11月2日）
- 佐佐木志音（水澤、11月17日）
- 室陽一朗（浦和、11月18日）
- 江里口裕輝（大井、12月6日）
- 長江慶悟（笠松、12月29日）

200勝
- 吉井章（大井、1月22日）
- 山田義貴（佐賀、2月11日）
- 石神深一（中山、3月10日）
- 細川智史（名古屋、3月15日）
- 東川慎（笠松、3月18日）
- 野畑凌（川崎、4月3日）
- 荻野極（福島、4月14日）
- 笠野雄大（船橋、4月30日）
- 高田潤（福島、7月13日）
- 木村直輝（高知、9月8日）
- 齋藤新（新潟、10月6日）
- 山中悠希（浦和、10月21日）
- 杜滿樂（東京、10月27日）
- 黛弘人（福島、11月2日）

300勝
- 塚本征吾（笠松、2月6日）
- 妹尾浩一朗（高知、2月20日）
- 永井孝典（園田、4月25日）
- 菅原明良（東京、6月8日）
- 石川裕紀人（新潟、8月18日）
- 福原杏（浦和、10月23日）

400勝
- 西啟太（大井、3月20日）
- 中田貴士（園田、4月24日）
- 黑澤愛斗（門別、5月9日）
- 塚本征吾（名古屋、7月26日）
- 多田羅誠也（高知、7月27日）
- 小野楓馬（門別、9月4日）
- 橫山和生（中山、9月28日）
- 出水拓人（佐賀、11月30日）

500勝
- 丹內祐次（JRA新潟、4月27日）
- 鮫島克駿（JRA中京、8月25日）
- 林謙佑（高知、9月7日）
- 岩本怜（水澤、9月29日）
- 飛田愛斗（佐賀、10月26日）
- 坂井瑠星（JRA東京、10月27日）
- 松戶政也（金澤、11月19日）
- 岩田望來（JRA京都、11月24日）

600勝
- 小谷周平（園田、3月26日）
- 栗原大河（金澤、5月14日）
- 橫山武史（東京、6月2日）
- 大柿一真（園田、9月25日）
- 木之前葵（名古屋、12月18日）

700勝
- 大野拓彌（中山、3月23日）
- 田中直人（佐賀、4月7日）
- 池田敦（金澤、7月15日）
- 鴨宮祥行（園田、8月16日）
- 落合玄太（門別、9月5日）
- 川島拓（佐賀、9月7日）
- 阪野學（門別、9月26日）
- 菅原辰德（水澤、11月24日）

800勝
- 藤岡康太（阪神、3月30日）
- 笹田知宏（園田、9月20日）
- 張田昂（浦和、12月26日）

900勝
- 杉浦健太（姫路、2月13日）
- 渡来心路（帶廣、8月24日）
- 北村友一（札幌、8月31日）
- 中島龍也（金澤、10月13日）
- 阿部龍（門別、10月15日）
- 加藤聰一（名古屋、11月13日）

1000勝
- 廣瀨航（園田、5月10日）
- 竹吉徹（佐賀、6月1日）
- 渡邊龍也（笠松、12月13日）

1100勝
- 坂口裕一（水澤、3月23日）
- 南郷家全（盛岡、10月20日）
- 田中純（佐賀、12月14日）

1200勝
- 宮下瞳（笠松、3月8日）
- 畑中信司（高知、6月8日）
- 高橋悠里（盛岡、7月29日）
- 松山弘平（中京、9月8日）
- 岩橋勇二（門別、10月17日）
- 濱中俊（京都、10月26日）
- 石川慎将（佐賀、12月2日）
- 石川倭（佐賀、12月22日）

1300勝
- 佐原秀泰（高知、1月30日）
- 杜滿萊（中京、9月29日）
- 筒井勇介（笠松、10月23日）
- 本田正重（船橋、11月1日）

1400勝
- 町田直希（川崎、7月5日）

1500勝
- 和田讓治（船橋、2月8日）
- 和田龍二（京都、5月12日）
- 戶崎圭太（東京、6月16日）

1700勝
- 桑村真明（門別、7月11日）
- 今井貴大（名古屋、11月11日）
- 幸英明（京都、12月21日）

1800勝
- 岩田康誠（JRA東京、11月17日）

1900勝
- 山崎誠士（船橋、5月3日）
- 山本政聰（盛岡、6月30日）
- 李慕華（新潟、8月18日）
- 米倉知（金澤、9月1日）
- 大山真吾（園田、12月26日）

2000勝
- 西謙一（帶廣、8月4日）
- 阿部英俊（盛岡、10月21日）

2100勝
- 阿部武臣（帶廣、5月27日）
- 川田將雅（東京、11月9日）
- 笹川翼（大井、12月6日）

2300勝
- 大畑雅章（名古屋、1月15日）
- 永森大智（高知、1月16日）
- 宮川實（高知、5月6日）
- 宮崎光行（門別、10月22日）

2500勝
- 山本聰哉（盛岡、5月20日）

2700勝
- 矢野貴之（大井、11月7日）

2800勝
- 御神本訓史（大井、5月15日）

3100勝
- 吉原寬人（金澤、11月19日）

3200勝
- 丸野勝虎（笠松、10月25日）

3500勝
- 鈴木惠介（帶廣、7月28日）
- 吉村智洋（園田、9月4日）
- 小牧太（園田、12月26日）

3700勝
- 下原理（園田、6月12日）

4100勝
- 村上忍（盛岡、10月13日）

4400勝
- 森泰斗（大井、10月1日）

4500勝
- 赤岡修次（高知、1月8日）
- 武豐（東京、5月12日）

4800勝
- 藤本匠（帶廣、10月13日）

5100勝
- 岡部誠（笠松、7月17日）

5300勝
- 山口勳（佐賀、2月17日）

5800勝
- 川原正一（園田、1月4日）

### 練馬師
首勝
- 高橋一哉（阪神、3月16日）
- 藤田弘治（金澤、4月2日）
- 藤野健太（福島、4月6日）
- 矢嶋大樹（中山、4月7日）
- 河嶋宏樹（阪神、4月7日）
- 森一誠（中山、4月7日）
- 福永祐一（福島、4月7日）
- 小椋研介（阪神、4月14日）
- 千葉直人（中山、4月14日）
- 木村曉（水澤、4月22日）
- 真島大輔（大井、4月23日）
- 田中力（船橋、5月29日）
- 森山広大（笠松、8月28日）
- 堀場裕充（金澤、9月7日）
- 秋山直之（川崎、10月9日）
- 池田敦（金澤、10月21日）
- 宮地貴稔（京都、12月7日）

100勝
- 真島正德（佐賀、1月8日）
- 石坂公一（阪神、2月25日）
- 鮫島克也（佐賀、3月2日）
- 坂井英光（大井、3月22日）
- 宮田敬介（東京、6月8日）
- 繁田健一（浦和、6月20日）
- 黒川智貴（門別、9月25日）
- 田中克典（京都、11月16日）
- 長谷川浩大（京都、12月21日）

200勝
- 宮川浩一（高知、1月28日）
- 佐藤博紀（川崎、4月4日）
- 奧村豐（阪神、4月7日）
- 平田正一（浦和、4月16日）
- 奧村武（東京、4月27日）
- 南田美知雄（新潟、5月18日）
- 千田輝彥（函館、7月7日）
- 中道啟二（大井、7月8日）
- 田島俊明（福島、7月13日）
- 中館英二（福島、7月14日）
- 伊藤大士（札幌、8月4日）
- 松下武士（中京、8月18日）
- 牧田和彌（中京、8月24日）
- 石本孝博（門別、8月28日）
- 鹿沼良和（浦和、9月18日）
- 佐佐木國明（門別、10月24日）
- 橋口慎介（京都、11月24日）
- 宇都英樹（名古屋、11月25日）

300勝
- 水野貴史（浦和、1月12日）
- 梅田智之（小倉、2月3日）
- 稻益貴弘（船橋、2月9日）
- 奧平雅士（小倉、2月18日）
- 平山宏秀（佐賀、3月3日）
- 村山明（新潟、5月18日）
- 齊藤正弘（門別、5月22日）
- 北出成人（京都、6月8日）
- 藤澤則雄（函館、6月23日）
- 小國博行（門別、7月17日）
- 吉田直弘（中山、9月14日）
- 大根田裕之（京都、10月13日）
- 松浦聰志（園田、11月20日）
- 小崎憲（中京、11月30日）
- 杉山晴紀（京都、12月7日）

400勝
- 本田優（中山、4月6日）
- 中內田充正（阪神、4月6日）
- 張田京（船橋、4月13日）
- 平田修（京都、4月21日）
- 鈴木啟之（大井、4月22日）
- 横山保（浦和、6月20日）
- 山中尊德（川崎、9月3日）
- 木村哲也（東京、10月6日）
- 柳澤好美（門別、10月9日）
- 佐藤裕太（川崎、11月14日）
- 北村欣也（佐賀、12月2日）
- 栗本陽一（笠松、12月13日）

500勝
- 池田忠好（佐賀、4月7日）
- 的場直之（大井、4月10日）
- 山田徹（佐賀、4月21日）
- 佐藤敏彥（水澤、4月23日）
- 松永幹夫（東京、5月19日）
- 平山真希（浦和、5月23日）
- 坂本昇（船橋、5月31日）
- 後藤佑耶（笠松、6月7日）
- 櫻井今朝利（名古屋、6月28日）
- 田邊陽一（川崎、7月3日）
- 井樋明正（佐賀、7月20日）
- 齋藤誠（新潟、8月10日）
- 相澤郁（新潟、8月18日）
- 酒井仁（水澤、9月30日）
- 宗形竹見（大井、11月5日）
- 佐佐木功（川崎、11月14日）
- 上原博之（東京、11月16日）
- 鷹見浩（大井、12月3日）

600勝
- 倉地學（名古屋、5月2日）
- 大久保龍志（京都、5月18日）
- 藤岡健一（札幌、7月21日）
- 井樋一也（金澤、8月5日）
- 田嶋弘幸（金澤、8月6日）

700勝
- 西園正都（中京、3月23日）
- 赤嶺本浩（大井、4月23日）
- 畠山信一（水澤、4月23日）
- 萩原清（東京、6月2日）
- 小野望（門別、8月28日）
- 工藤真司（高知、9月22日）

800勝
- 齊藤敏（船橋、1月15日）
- 檜森邦夫（門別、7月16日）
- 藤田輝信（大井、12月5日）
- 堀宣行（中山、12月28日）

900勝
- 中川雅之（金澤、3月10日）
- 荒山勝德（大井、7月10日）
- 山崎尋美（川崎、8月9日）
- 田口輝彥（笠松、8月15日）
- 瀨戶幸一（園田、11月7日）
- 佐藤浩一（盛岡、11月12日）
- 加藤和義（金澤、12月15日）

1000勝
- 金山明彥（帶廣、5月12日）
- 後藤正義（笠松、7月4日）
- 長部幸光（帶廣、11月24日）

1100勝
- 新子雅司（園田、7月25日）
- 新井清重（船橋、8月26日）

1200勝
- 藤崎一人（名古屋、2月16日）
- 坂口義幸（名古屋、4月9日）
- 細川忠義（高知、9月29日）

1300勝
- 高月賢一（川崎、7月3日）
- 加藤幸保（笠松、8月29日）
- 今津博之（名古屋、11月25日）
- 土井道隆（佐賀、12月15日）

1500勝
- 金田勇（帶廣、1月4日）
- 坂本東一（帶廣、4月22日）
- 田中正二（門別、7月4日）
- 內田勝義（川崎、8月7日）
- 笹野博司（笠松、11月15日）
- 高橋俊之（金澤、12月8日）

1600勝
- 藤田正治（笠松、6月7日）
- 塚田隆男（名古屋、7月11日）

1700勝
- 東真市（佐賀、11月24日）

1800勝
- 角川秀樹（門別、4月25日）
- 田中淳司（門別、7月11日）

2000勝
- 小久保智（浦和、8月21日）

2100勝
- 川西毅（名古屋、9月3日）
- 佐藤茂（金澤、11月10日）
- 打越勇兒（高知、11月16日）

2200勝
- 九日俊光（佐賀、4月26日）
- 伊藤強一（笠松、5月22日）

2400勝
- 真島元德（佐賀、4月6日）

2500勝
- 川嶋弘吉（笠松、7月31日）

3000勝
- 田中守（高知、12月21日）

4000勝
- 雜賀正光（高知、6月15日）

4300勝
- 角田輝也（名古屋、12月5日）

## 死亡

### 馬匹
- 1月6日 - 哈娜目標
- 1月12日 - 飛霸、大樹寶藏
- 1月20日 - Logic
- 1月25日 - 迎刃而上、榮進珊珊
- 2月2日 - Shimmei Fuji
- 2月7日 - 金鎮之光
- 2月13日 - 霹靂戰駒
- 2月14日 - 網路亨通
- 2月21日 - Iceburg
- 2月27日 - Meiner Combat
- 3月1日 - 易勝駒
- 3月4日 - 法國酒城、Clear the Track
- 3月9日 - 金皇冠
- 3月15日 - 櫻花會長
- 3月29日 - 帝王加冕
- 3月30日 - Fukuno Dream
- 4月6日 - 花公園
- 4月18日 - Gorski
- 4月27日 - Silk Famous
- 5月1日 - Tagano Guernica
- 5月7日 - 莫名其妙
- 5月11日 - 與主同名
- 5月18日 - Trust Fire
- 5月24日 - Koei Try
- 6月16日 - 馬泰領空
- 6月24日 - Tale of The Cat
- 6月25日 - 名父巴魯
- 7月5日 - Saint Memory
- 8月7日 - 工業國度
- 8月17日 - 魚子精華
- 8月18日 - 石野週日
- 8月28日 - Shoga Tappuri
- 8月31日 - Love Michan
- 9月1日 - 禪宗勝者
- 9月12日 - 赤兔馬
- 9月16日 - 萬能泰斗
- 9月20日 - Big Grass
- 9月22日 - Badenweiler
- 9月23日 - 家樂事
- 10月8日 - 密州怨曲、大成傳奇
- 10月14日 - Name Value
- 10月25日 - 東寶皇帝
- 11月26日 - 名將森遜
- 12月3日 - Ar Alan
- 12月6日 - Agnes Jedi
- 12月8日 - 大徵兆
- 12月20日 - Nobu Wild

### 人物
- 1月1日 - 山崎元（經濟學家、《優駿》專欄「山崎元的競馬和經濟研討會」作者）
- 1月9日 - 坂井千明（前騎師、競馬評論家）
- 1月15日 - 小原伊佐美（前練馬師）
- 1月18日 - 高橋則行（冠名為「リキサン」之馬主、函館馬主協會前會長）
- 2月29日 - 小枝佳代（前賽事評述員）
- 3月5日 - 池田豐治（冠名為「イケ」之馬主）
- 3月24日 - 塚本雄大（騎師、騎師甲賀弘隆之弟、騎師塚本涼人及塚本征吾之兄）
- 3月30日 - 矢作和人（前練馬師、練馬師矢作芳人之父）
- 4月1日 - 廣瀨豪（冠名為「コウシュハ」之馬主）
- 4月5日 - 久保田信之（練馬師）
- 4月10日 - 藤岡康太（騎師、練馬師藤岡健一之子、騎師藤岡佑介之弟）
- 4月26日 - 白井岳（前馬術選手、白井牧場負責人）
- 4月27日 - 池田孝（練馬師）
- 5月8日 - 棚網基己（冠名為「オリエンタル」之馬主、新潟馬主協會顧問）
- 5月13日 - 田中哲沙（育馬者）
- 5月27日 - 岡冨俊一（前騎師）
- 5月28日 - 中川三郎（冠名為「サブノ」之馬主）
- 6月1日 - 小林徹弥（前騎師）
- 8月1日 - 谷口屯（冠名為「タムロ」之馬主）
- 8月3日 - 大崎善生（小說家、馬主、優駿隨筆賞評審）
- 8月10日- 角田大河（騎師、練馬師角田晃一之子、騎師角田大和之弟）、川村禎彥（前騎師、前策騎員、練馬師）
- 8月25日 - 水島晴之（《日刊體育》賽事部中央競馬記者）
- 9月25日 - 乗峯榮一（作家、競馬評論家、《體育日本》專欄「乗峯榮一的賭博」作者）
- 10月3日 - 吉田均（競馬評論家、《競馬八》調查員）
- 10月7日 - 豐原正嗣（冠名為「シンコー」之馬主）
- 10月28日 - 山本正彥（前騎師、練馬師）
- 11月21日 - 山崎有恒（立命館大學文學部教授、主力研究競馬史）
- 12月9日 - 小倉智昭（賽事評論員）